# Сайпръс (град)
Вижте пояснителната страница за други значения на Сайпръс.
Сайпръс (на английски: Cypress, в превод „кипарис“) е град в окръг Ориндж в щата Калифорния, САЩ.
Сайпръс е с население от 46 229 жители (2000) и обща площ от 17,10 кв.км. (6,60 кв. мили).

## Личности
- Джон Стеймос, актьор, израснал в града
- Тайгър Уудс, голф играч, израснал в града.